# Pseudochromis cyanotaenia
Pseudochromis cyanotaenia, thường được gọi là cá đạm bì sọc xanh, là một loài cá biển thuộc chi Pseudochromis trong họ Cá đạm bì. Loài này được mô tả lần đầu tiên vào năm 1857.

## Phân bố và môi trường sống
P. cyanotaenia khá phổ biến ở khắp vùng biển nhiệt đới phía tây Thái Bình Dương, từ bờ biển phía đông bán đảo Mã Lai trải dài về phía đông tới Kiribati; phía bắc tới Hồng Kông, quần đảo Ryukyu và tỉnh Kagoshima, Nhật Bản; phía nam đến bang Tây Úc. Loài này có mặt ở vùng biển Việt Nam.
P. cyanotaenia thường sống xung quanh các rạn san hô hoặc trong những khe nứt của đá ngầm, trong các hồ thủy triều ở độ sâu lên đến 30 m.

## Mô tả
P. cyanotaenia trưởng thành dài khoảng 6 cm. P. cyanotaenia là loài dị hình giới tính. Cá đực có màu xanh tím ngoại trừ phần ngực và bụng có màu vàng; 2 bên đầu có màu vàng và một đường sọc vàng mỏng gần sát vây lưng. Cá mái có màu nâu với vây đuôi màu đỏ viền vàng. P. cyanotaenia từng bị nhầm lẫn với loài Pseudochromis tapeinosoma; cá đực của P. cyanotaenia và P. tapeinosoma có màu sắc được sắp xếp ngược nhau.
P. cyanotaenia là một loài có thể thay đổi giới tính và hầu hết cá con đều mang màu sắc của cá mái.
Số gai ở vây lưng: 3; Số vây tia mềm ở vây lưng: 23 - 27; Số gai ở vây hậu môn: 3; Số vây tia mềm ở vây hậu môn: 12 - 14; Số vây tia mềm ở vây ngực: 18 - 19; Số vây tia mềm ở vây bụng: 5.
Thức ăn của P. cyanotaenia là các loài giáp xác nhỏ. Chúng thường sống theo cặp, đôi khi được nhìn thấy đơn lẻ.
P. cyanotaenia thường được đánh bắt để phục vụ cho ngành thương mại cá cảnh.